# 한국광고주대회
한국광고주대회는 국내 주요 광고주를 비롯한 광고계가 한자리에 모여 광고산업의 발전 방안을 논의하는 대회이다. 한국광고주협회 주최로 개최된다. 온·오프라인을 아우르는 광고시장 활성화 방안을 모색하고 광고주와 매체사가 선순환적 동반 성장을 도모할 수 있는 방안을 찾는다.

## 광고주의 밤 시상식 (KAA Awards)
광고주가 뽑은 좋은 모델상은 '기업의 제품 판매 및 이미지 향상에 기여한 모델, 소비자 호응도와 친화력이 높은 모델, 모델로서 프로정신이 투철한 모델, 광고 외적인 면에서도 타의 모범이 되는 모델'을 선정기준으로 한국광고주협회 회원사들의 투표를 통해 선정된다. 광고주가 뽑은 좋은 모델상 지난 2003년부터 시작됐다. 광고주가 뽑은 좋은 프로그램상은 시청률이 높으면서 광고효과가 높은 프로그램, 가족이 볼 수 있는 유익한 프로그램, 반기업 정서가 없고 기본 경제상식에 맞는 프로그램을 선정 기준으로 한국 광고주협회 회원들이 투표를 통해 선정된다.

### 광고주가 뽑은 좋은 모델상
- 2003년 : 차승원, 이미연, 장나라(특별상), 김혜자(특별공로상)
- 2004년 : 에릭, 김정은
- 2005년 : 조승우, 문근영
- 2006년 : 장동건, 이나영
- 2007년 : 서단비
- 2008년 : 이선균, 고아라
- 2009년 : 이승기, 손담비
- 2010년 : 이승기, 신민아
- 2011년 : 조인성, 아이유
- 2012년 : 유준상, 신보라
- 2013년 : 류승룡, 수지
- 2014년 : 김보성, 김연아
- 2015년 : 차승원, 강소라
- 2016년 : 김우빈, 설현
- 2017년 : 공유, 박보영

### 광고주가 뽑은 좋은 프로그램상
- 2004년 : MBC 대장금(드라마), KBS VJ특공대(교양오락프로그램), SBS 그것이 알고 싶다(시사프로그램)
- 2005년 : MBC 내 이름은 김삼순(드라마 부문), SBS 웃음을 찾는 사람들(연예오락부문), KBS 비타민(교양 부문)
- 2006년 : MBC 주몽(드라마 부문), KBS 상상플러스(연예오락 부문), SBS 순간포착 세상에 이런 일이(보도교양 부문)
- 2007년 : MBC 커피프린스1호점(드라마 부문), KBS 개그콘서트(연예오락 부문), SBS 솔로몬의 선택(보도교양 부문)
- 2008년 : MBC 이산(드라마 부문), SBS 일요일이 좋다(연예오락 부문), KBS 위기탈출넘버원(보도교양 부문)
- 2009년 : SBS 카인과아벨(드라마 부문), MBC  황금어장(연예 오락 부문), KBS VJ특공대(보도교양 부문)
- 2010년 :  KBS 추노(드라마 부문), SBS 강심장(연예오락 부문), MBC 아마존의 눈물(보도교양 부문)
- 2011년 : SBS 시크릿가든(드라마 부문), KBS 해피선데이 남자의 자격(연예오락 부문), MBC 아프리카의 눈물(보도교양 부문)
- 2012년 : MBC 해를 품은 달(드라마 부문), SBS 정글의 법칙(연예오락 부문), KBS 다큐3일(보도교양 부문)
- 2013년 : SBS 너의 목소리가 들려(드라마 부문), MBC 일밤(연예오락 부문), KBS 비타민(보도교양 부문)
- 2014년 : KBS 참좋은시절(드라마), MBC 무한도전(연예오락), SBS '궁금한이야기Y'(보도교양), TV조선 불꽃속으로(특별상)
- 2015년 : KBS 프로듀사(드라마 부문), MBC 일밤-복면가왕(연예오락 부문), SBS 생활의달인(보도교양 부문), tvN 삼시세끼-정선편(특별상)
- 2016년 : KBS 태양의후예(드라마 부문), SBS 판타스틱듀오(연예오락 부문), MBC의 휴먼다큐 사람이좋다(보도교양 부문), YTN 강소기업이 힘이다(특별상)
- 2017년 : KBS 쌈, 마이웨이(드라마 부문), tvN 쓸쓸하고 찬란하神 - 도깨비(드라마 부문), SBS 미운우리새끼(연예오락 부문), MBC 휴먼다큐멘터리 사랑(보도교양 부문)